# AirAsia India
AirAsia India é uma companhia aérea na Índia com sede em Bangalor, Carnataca. A companhia aérea é uma joint venture com a Tata Sons com 83,67% de participação na companhia aérea e a AirAsia Investment Limited (Malásia) com 16,33% de participação. A AirAsia India iniciou suas operações em 12 de junho de 2014 com Bangalor como seu hub principal.
A AirAsia é a primeira companhia aérea estrangeira a estabelecer uma subsidiária na Índia e a empresa marcou o retorno do Grupo Tata à indústria da aviação após 60 anos, tendo cedido a Air India em 1946. Em junho de 2020, a AirAsia India era a 4ª maior transportadora aérea na Índia, depois de IndiGo, SpiceJet e Air India, com uma participação de mercado de 7,2%.

## Frota

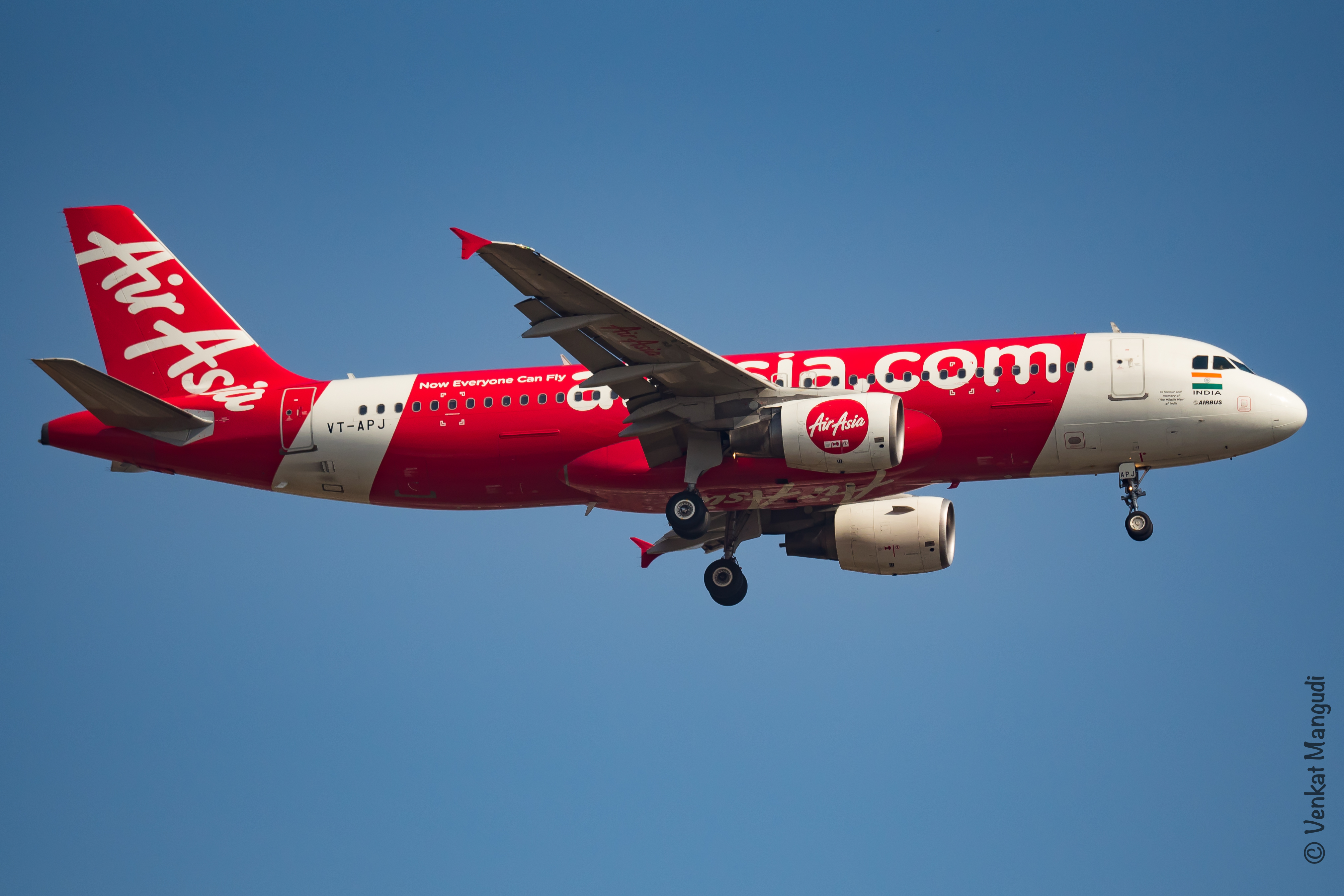
Um Airbus A320-200 da AirAsia India

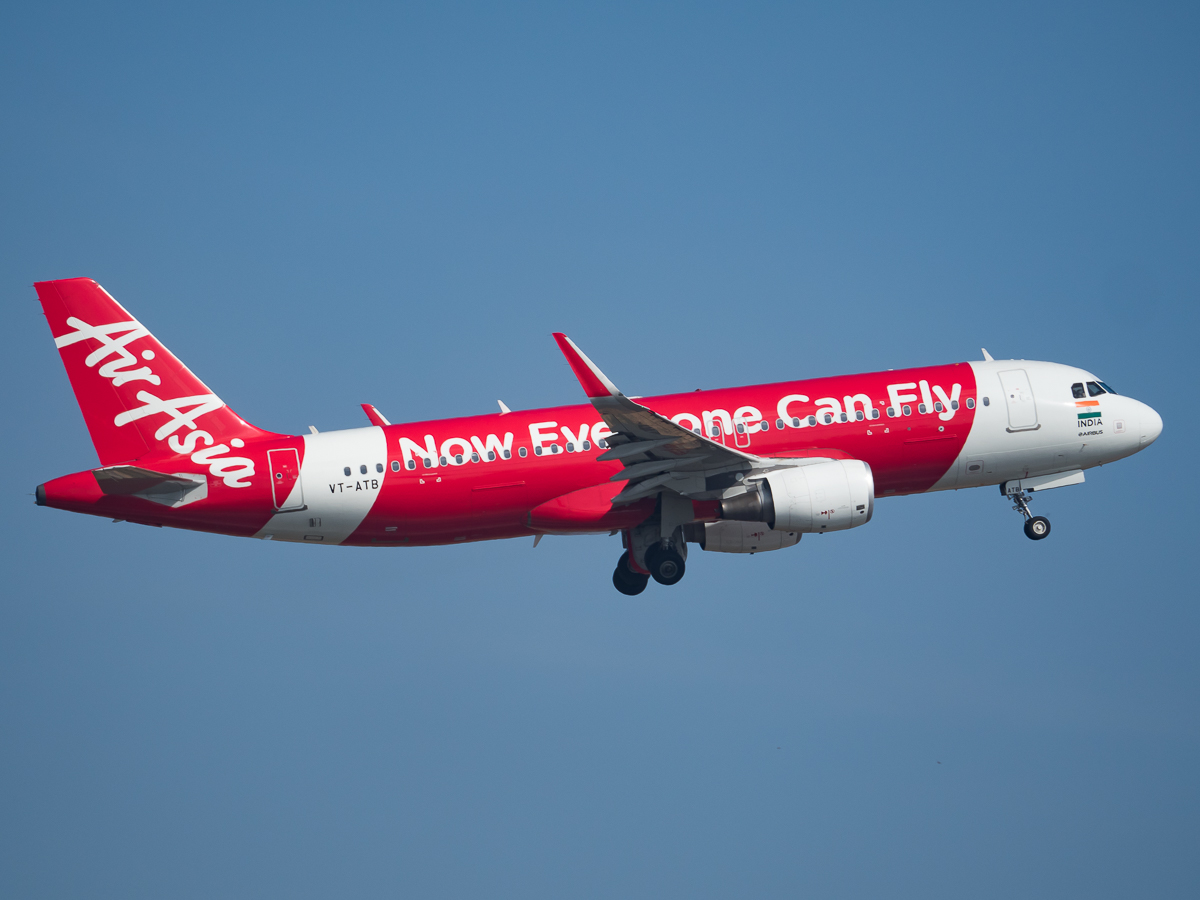
Um Airbus A320neo da AirAsia India

A frota da AirAsia India opera as seguintes aeronaves (Novembro de 2021):
| Aeronaves       | Total | Ordens | Passageiros | Notas |
| --------------- | ----- | ------ | ----------- | ----- |
| Airbus A320-200 | 28    | –      | 180         |       |
| Airbus A320neo  | 5     | –      | 186         |       |
| Total           | 33    | 0      |             |       |